# 마쓰다이라 노부테루
마쓰다이라 노부테루(일본어: 松平信輝, 1660년 5월 16일 ~ 1725년 7월 27일)는 에도 시대 전기부터 중기까지의 다이묘이다. 무사시 가와고에번 제3대 번주, 시모사 고가 번 초대 번주를 지냈다. 마쓰다이라 이즈노카미계 오코치 마쓰다이라가(松平伊豆守系大河内松平家) 제3대 당주.
가와고에 번 선대 번주 마쓰다이라 데루쓰나의 사남으로 태어났다. 어머니는 료센인(이타쿠라 시게무네의 11녀)이다.
| 전임 마쓰다이라 데루쓰나 | 제3대 마쓰다이라 이즈노카미계 1672년 ~ 1709년 | 후임 마쓰다이라 노부토키 |

| 전임 마쓰다이라 데루쓰나 | 제3대 가와고에번 번주 (오코치 마쓰다이라가) 1672년 ~ 1694년 | 후임 야나기사와 요시야스 |

| 전임 마쓰다이라 다다유키 | 제1대 고가 번 번주 (오코치 마쓰다이라가) 1694년 ~ 1709년 | 후임 마쓰다이라 노부토키 |